# Holger Bech Nielsen
Holger Bech Nielsen, né le 25 août 1941, est un physicien théoricien danois, professeur émérite à l'Institut Niels-Bohr, à l'université de Copenhague, où il a commencé des études de physique en 1961.

## Biographie
Nielsen a fait des contributions originales à la physique des particules spécifiquement dans le domaine de la théorie des cordes. Indépendamment de Yoichiro Nambu et Leonard Susskind, il a été le premier à proposer que le modèle Veneziano était en fait une théorie des cordes et cela est pourquoi il est considéré parmi les pères de la théorie des cordes. Il a reçu le très estimé prix Humboldt en 2001 pour ses recherches scientifiques. Plusieurs concepts de physique sont nommés d'après lui, par exemple, le vortex Nielsen-Olesen (en) et le théorème Nielsen-Ninomiya no-go pour représenter fermions chiraux sur le réseau. Dans les Modéles Duaux originaux, qui allaient plus tard être reconnus comme les origines de la théorie des cordes, les variables Koba-Nielsen sont également nommés après lui et son collaborateur Ziro Koba.
Il est connu au Danemark pour ses conférences publiques enthousiastes sur la physique et de la théorie des cordes, et il est souvent interviewé dans les journaux, en particulier sur les questions relatives à la physique des particules.
Dans une série de documents de 2009 téléchargés sur le site web arXiv.org, lui et son collègue physicien Masao Ninomiya ont proposé une théorie radicale pour expliquer la série apparemment improbable de défaillances empêchant le Large Hadron Collider (LHC) de devenir opérationnelle. Le collisionneur est utilisé pour trouver des preuves de l’existence de la particule boson de Higgs. Ils ont suggéré que la particule pourrait être de nature si odieuse que sa création ferait onduler vers l'arrière à travers le temps et arrêter le collisionneur avant de pouvoir en créer un, de façon similaire à la paradoxe du grand-père.  Plus tard le LHC a revendiqué la découverte du boson de Higgs le 4 juillet 2012.
Il est membre de l'Académie norvégienne des sciences et des lettres.